# Озеров, Алексей Фёдорович
 Алексей Фёдорович Озеров  (3 августа 1839 — 21 мая 1907) —  генерал от инфантерии (1900).

## Биография
Родился 3 августа 1839 года. Воспитывался сначала в училище правоведения и в 1854 году перешёл в 3-й класс. 6 июня 1857 года корнетом произведён в кавалергардский полк. 13 июня 1860 года по собственному желанию переведён в Забайкальское казачье войско есаулом и в сентябре назначен исполняющим должность адъютанта при генерал-губернаторе графе Н. Н. Муравьёве-Амурском.
В 1862 году командирован в Пекин. В 1863 году послан курьером с бумагами к государю. В 1864 году назначен в Вильно в распоряжение графа М. Н. Муравьёва. Затем состоял адъютантом при командующем Виленским округом сначала при К. П. Кауфмане, а затем при графе Э. Т. Баранове.
19 декабря 1865 года произведён в подполковники. При назначении Кауфмана Туркестанским генерал-губернатором, Озеров в чине подполковника назначен чиновником особых поручении.
Доехав до Верного, был оставлен там помощником военного губернатора. 4 октября 1869 года произведён в полковники. В 1871 году в чине полковника, прикомандирован к кавалергардскому полку. В 1872 году назначен состоять для поручений при командующем войсками Казанского округа. 15 июня 1879 года произведён в генерал-майоры.
30.06.1884 назначен командиром 2-й бригады 41-й пехотной дивизии. 27.05.1888 назначен начальником 20-й местной бригады в (Саратов). 30 августа 1889 года произведён в генерал-лейтенанты. С 29.04.1892 начальник 3-й пехотной дивизии. В 1900 году произведён в генералы от инфантерии, с увольнением от службы с мундиром и пенсией.
Скончался 21 мая 1907 года в своём имении Бессоновка Белгородского уезда Курской губернии.
Был женат на Екатерине Васильевне Чемесовой и имел от неё детей: Варвару, Екатерину, Александру и Марию. 

## Награды
Российской империи:
- Орден Святого Станислава 2-й степени (1868); императорская корона к ордену (1873)
- Орден Святой Анны 2-й степени (1876)
- Орден Святого Владимира 3-й степени (1882)
- Орден Святого Станислава 1-й степени (1885)
- Орден Святой Анны 1-й степени (1888)
- Орден Святого Владимира 2-й степени (1892)
- Орден Белого орла (1896)